# Little Eau Pleine
La rivière Little Eau Pleine (Little Eau Pleine River) est un cours d'eau qui coule dans l'État du Wisconsin aux États-Unis.

## Géographie
Cette rivière traverse le comté de Wood et coule près de la ville de Marshfield. Sa longueur est de 92 km,
La rivière Little Eau Pleine est un affluent de la rivière Wisconsin. Ses eaux contribuent au bassin fluvial du fleuve Mississippi.
Un autre cours d'eau, portant le même nom mais surnommé Big Eau Pleine en raison de la largeur de son lit, coule dans la même région du Wisconsin.

## Étymologie
Eau Pleine, nom de ces deux cours d'eau, est d'origine française et date du XVIIe siècle.

## Histoire
En 1673, les explorateurs français, Jacques Marquette et Louis Jolliet arpentent cette région de la Nouvelle-France.
En 1682, René Robert Cavelier de La Salle explore à son tour cette région septentrionale de la Louisiane française.